# ケン・ブレット
ケネス・アルヴェン・ブレット（Kenneth Alven Brett、1948年9月18日 - 2003年11月18日）は、アメリカ合衆国・ニューヨーク州ニューヨーク市ブルックリン区出身の元プロ野球選手（投手）。左投左打。現役時代は実働14年で10球団を渡り歩いたジャーニーマンとして知られた。
実弟は同じく元プロ野球選手で、兄とは対照的に現役21年間ロイヤルズ一筋でプレーしたフランチャイズプレーヤーであり通算317本塁打を記録したジョージ・ブレット。ケンの現役晩年にあたる1980～81年は兄弟揃ってロイヤルズでプレーした。

## 経歴

### レッドソックス時代
1966年のMLBドラフト1巡目（全体4位）でボストン・レッドソックスから指名され、入団。
翌1967年9月27日の対クリーブランド・インディアンス戦（フェンウェイ・パーク）で早くもメジャー初登板を果たし、2回1失点の内容だった。さらにリリーフのスパーキー・ライルが故障したため急遽同年のワールドシリーズ出場有資格者に選ばれ、10月8日の第4戦で当時のワールドシリーズ史上最年少登板記録を塗り替える19歳0ヶ月で登板。この後、第7戦でも登板を果たした。同年シーズンオフにはアメリカ陸軍の予備役として半年間を過ごした。
翌1968年シーズンは前述の軍役の影響でスプリングトレーニングに参加できず、さらにマイナーで迎えたシーズン開幕後に肘を故障して治療を受けたため、同年のメジャー昇格はなかった。
1970年シーズンからはメジャーに定着し、先発と中継ぎの双方で起用された。

### ブルワーズ時代
1971年シーズンオフの同年10月10日、トミー・ハーパーらを交換相手とする6対4の大型トレードでジョージ・スコット・ジム・ロンボーグ・ビリー・コニグリアロ（トニー・コニグリアロの実弟）ら他5選手とともにミルウォーキー・ブルワーズへ移籍。
1972年シーズンは26試合に登板（うち22試合先発）し7勝12敗、防御率4.53の成績を残した。

### フィリーズ時代
1972年10月31日、ドン・マネー・ジョン・ブコビッチらを交換相手とする3対4のトレードでジム・ロンボーグ（奇しくも2年続けてケンと同じトレードで同じチームに移籍することとなった）ら他3選手とともにフィラデルフィア・フィリーズへ移籍。
1973年シーズンは31試合に登板（うち25試合先発）し13勝9敗、防御率3.44の成績を残した。同年7月21日の対アトランタ・ブレーブス戦では先発し7回4失点で勝ち投手になったが、ハンク・アーロンに通算700号となる本塁打を浴びた。

### パイレーツ時代
同年10月18日、デーブ・キャッシュとのトレードでピッツバーグ・パイレーツへ移籍。
1974年シーズンは27試合に先発登板して13勝9敗、防御率3.30を記録。同年は地元スリー・リバース・スタジアムでの開催となったオールスターゲーム出場選手に選出され、試合では先発アンディ・メサースミスの後を受けて4回から2番手で登板。2回無失点の内容で勝ち投手となった。
1975年シーズンは23試合に登板（うち16試合先発）し9勝5敗、防御率3.36の成績を残した。

### ヤンキース～ホワイトソックス時代
同年12月11日、ドク・メディッチとのトレードでウィリー・ランドルフ・ドック・エリスとともにニューヨーク・ヤンキースへ移籍。翌1976年シーズンは開幕をヤンキースで迎えたが、1ヶ月後の5月18日にカルロス・メイとのトレードで他1選手とともにシカゴ・ホワイトソックスへ移籍した。
移籍8日後の5月26日には対カリフォルニア・エンゼルス戦（アナハイム・スタジアム）で先発し、9回2死まで1四球のみの無安打無得点投球を続けたが打線の援護がなく、最終的には28人目の打者ジェリー・レミーに内野安打を許しノーヒットノーラン達成を逃した。試合は両軍無得点のまま延長戦に突入し、ブレットは10回を投げて2安打無失点だったが勝ち負けはつかなかった（試合は延長11回、1-0でホワイトソックスが勝利）。同年は27試合に登板して10勝12敗、防御率3.32の成績を残した。

### エンゼルス時代
1977年6月15日、トレードでカリフォルニア・エンゼルスへ移籍。移籍初年度の同年こそ先発での登板が多かったが、翌1978年からはリリーフとしての登板が増加した。

### ツインズ～ドジャース時代
1979年4月2日にエンゼルスから放出され、4月30日にミネソタ・ツインズと契約。この年からは完全にリリーフに転向した。
ツインズでは9試合に登板したが6月4日に放出され、1週間後の6月11日にロサンゼルス・ドジャースと契約。ドジャースでは30試合に登板し4勝3敗2セーブ、防御率3.45の成績を残した。

### ロイヤルズ時代
1980年3月27日にドジャースから放出され、約4ヶ月のブランクを経て同年8月11日にカンザスシティ・ロイヤルズと契約。ロイヤルズには実弟のジョージが在籍しており、兄弟揃って同チームに在籍することとなった。同年は8試合に登板した。チームは同年のワールドシリーズに出場したが、登板機会はなかった。
1981年シーズンは22試合に登板し、同年限りで引退した。

### 現役引退後
現役引退後はシアトル・マリナーズやカリフォルニア・エンゼルスの解説者を務めた後、大学球界のコーチやマイナーリーグの球団経営に携わる傍ら、実弟ジョージら兄弟と共にワシントン州スポケーンでスポーツ用品を取り扱う企業を経営していた。
2003年11月18日、脳腫瘍のためスポケーンで死去した。55歳没。

## 選手としての特徴
本職は投手であったが高い打撃能力を誇り、メジャー通算では打率.262（347打数91安打）、10本塁打、44打点の打撃成績を残している。フィリーズ時代の1973年には自身が先発登板した4試合連続で本塁打を放ったこともあり、キャリア晩年に所属したドジャースでは監督のトミー・ラソーダに「私がドラフト指名をするなら中堅手として指名していただろう」とコメントされたこともあった。
キャリア中期にはその打力の高さを買われ、しばしば自身が登板しない日に代打として起用されることもあった。特に1974年シーズンは自身が先発登板した27試合に加えて代打として16試合に出場し、シーズン通算でも打率.310（87打数27安打）を記録している。1976年からは指名打者制度を導入していたアメリカンリーグのチームに在籍していたが、初年度の同年は投手であるにもかかわらず8試合に打者として出場しており（うち代打起用6試合、自身の先発登板日に指名打者制を使用せず打席に立った試合2試合）、同年に記録した12打席はほかのどのアメリカンリーグの投手よりも多い記録だった。

## 詳細情報

### 年度別投手成績
| 年 度    | 球 団    | 登 板 | 先 発 | 完 投 | 完 封 | 無 四 球 | 勝 利 | 敗 戦 | セ 丨 ブ | ホ 丨 ル ド | 勝 率 | 打 者 | 投 球 回 | 被 安 打 | 被 本 塁 打 | 与 四 球 | 敬 遠 | 与 死 球 | 奪 三 振 | 暴 投 | ボ 丨 ク | 失 点 | 自 責 点 | 防 御 率 | W H I P |
| -------- | -------- | ----- | ----- | ----- | ----- | -------- | ----- | ----- | -------- | ----------- | ----- | ----- | -------- | -------- | ----------- | -------- | ----- | -------- | -------- | ----- | -------- | ----- | -------- | -------- | ------- |
| 1967     | BOS      | 1     | 0     | 0     | 0     | 0        | 0     | 0     | 0        | 0           |       | 8     | 2.0      | 3        | 0           | 0        | 0     | 0        | 2        | 0     | 0        | 1     | 1        | 4.50     | 1.50    |
| 1969     | BOS      | 8     | 8     | 0     | 0     | 0        | 2     | 3     | 0        | 0           | .400  | 178   | 39.1     | 41       | 6           | 22       | 1     | 3        | 23       | 0     | 1        | 24    | 23       | 5.26     | 1.60    |
| 1970     | BOS      | 41    | 14    | 1     | 0     |          | 8     | 9     | 2        | 1           | .471  | 616   | 139.1    | 118      | 17          | 79       | 6     | 3        | 155      | 4     | 0        | 71    | 63       | 4.07     | 1.41    |
| 1971     | BOS      | 29    | 2     | 0     | 0     | 0        | 0     | 3     | 1        | 0           | .000  | 264   | 59.0     | 57       | 7           | 35       | 6     | 1        | 57       | 3     | 0        | 38    | 35       | 5.34     | 1.56    |
| 1972     | MIL      | 26    | 22    | 2     | 1     |          | 7     | 12    | 0        | 1           | .368  | 559   | 133.0    | 121      | 13          | 49       | 9     | 1        | 74       | 3     | 0        | 76    | 67       | 4.53     | 1.28    |
| 1973     | PHI      | 31    | 25    | 10    | 1     |          | 13    | 9     | 0        | 0           | .591  | 882   | 211.2    | 206      | 19          | 74       | 12    | 0        | 111      | 7     | 0        | 91    | 81       | 3.44     | 1.32    |
| 1974     | PIT      | 27    | 27    | 10    | 3     |          | 13    | 9     | 0        | 0           | .591  | 807   | 191.0    | 192      | 9           | 52       | 9     | 2        | 96       | 4     | 2        | 81    | 70       | 3.30     | 1.28    |
| 1975     | PIT      | 23    | 16    | 4     | 1     |          | 9     | 5     | 0        | 0           | .643  | 492   | 118.0    | 110      | 10          | 43       | 5     | 2        | 47       | 5     | 1        | 47    | 44       | 3.36     | 1.30    |
| 1976     | NYY      | 2     | 0     | 0     | 0     | 0        | 0     | 0     | 1        | 0           |       | 9     | 2.1      | 2        | 0           | 0        | 0     | 0        | 1        | 0     | 0        | 0     | 0        | 0.00     | 0.86    |
| 1976     | CWS      | 27    | 26    | 16    | 1     |          | 10    | 12    | 1        | 0           | .455  | 826   | 200.2    | 171      | 5           | 76       | 3     | 3        | 91       | 4     | 1        | 82    | 74       | 3.32     | 1.23    |
| '76計    | CWS      | 29    | 26    | 16    | 1     |          | 10    | 12    | 2        | 0           | .455  | 835   | 203.0    | 173      | 5           | 76       | 3     | 3        | 92       | 4     | 1        | 82    | 74       | 3.28     | 1.23    |
| 1977     | CWS      | 13    | 13    | 2     | 0     |          | 6     | 4     | 0        | 0           | .600  | 352   | 82.2     | 101      | 10          | 15       | 0     | 1        | 39       | 2     | 1        | 47    | 46       | 5.01     | 1.40    |
| 1977     | CAL      | 21    | 21    | 5     | 0     |          | 7     | 10    | 0        | 0           | .412  | 598   | 142.0    | 157      | 15          | 38       | 0     | 3        | 41       | 4     | 1        | 73    | 67       | 4.25     | 1.37    |
| '77計    | CAL      | 34    | 34    | 7     | 0     |          | 13    | 14    | 0        | 0           | .481  | 950   | 224.2    | 258      | 25          | 53       | 0     | 4        | 80       | 6     | 2        | 120   | 113      | 4.53     | 1.38    |
| 1978     | CAL      | 31    | 10    | 1     | 1     |          | 3     | 5     | 1        | 0           | .375  | 428   | 100.0    | 100      | 12          | 42       | 5     | 1        | 43       | 1     | 2        | 60    | 55       | 4.95     | 1.42    |
| 1979     | MIN      | 9     | 0     | 0     | 0     | 0        | 0     | 0     | 0        | 0           |       | 58    | 12.2     | 16       | 1           | 6        | 0     | 0        | 3        | 0     | 0        | 7     | 7        | 4.97     | 1.74    |
| 1979     | LAD      | 30    | 0     | 0     | 0     | 0        | 4     | 3     | 2        | 4           | .571  | 202   | 47.0     | 52       | 1           | 12       | 2     | 1        | 13       | 0     | 1        | 20    | 18       | 3.45     | 1.36    |
| '79計    | LAD      | 39    | 0     | 0     | 0     | 0        | 4     | 3     | 2        | 4           | .571  | 260   | 59.2     | 68       | 2           | 18       | 2     | 1        | 16       | 0     | 1        | 27    | 25       | 3.77     | 1.44    |
| 1980     | KC       | 8     | 0     | 0     | 0     | 0        | 0     | 0     | 1        | 1           |       | 54    | 13.1     | 8        | 0           | 5        | 0     | 1        | 4        | 0     | 0        | 0     | 0        | 0.00     | 0.98    |
| 1981     | KC       | 22    | 0     | 0     | 0     | 0        | 1     | 1     | 2        | 0           | .500  | 144   | 32.1     | 35       | 2           | 14       | 4     | 1        | 7        | 0     | 0        | 16    | 15       | 4.18     | 1.52    |
| MLB:14年 | MLB:14年 | 349   | 184   | 51    | 8     |          | 83    | 85    | 11       | 7           | .494  | 6477  | 1526.1   | 1490     | 127         | 562      | 62    | 23       | 807      | 37    | 10       | 734   | 666      | 3.93     | 1.34    |

### 記録
- MLBオールスターゲーム選出 : 1回（1974年）
- ワールドシリーズ出場史上最年少記録 : 1967年 第4戦（19歳0ヶ月20日）

### 背番号
- 36 （1967年）
- 45 （1967年・ワールドシリーズ時）
- 15 （1969年の一時期）
- 42 （1969年 - 1970年途中）
- 18 （1970年途中 - 1971年）
- 24 （1972年）
- 31 （1973年・1979年 - 1979年途中）
- 30 （1974年 - 1975年）
- 38 （1976年 - 1976年途中）
- 50 （1976年の一時期）
- 34 （1976年途中 - 1977年途中・1977年途中 - 1978年・1979年途中 - 同年シーズン終了）
- 33 （1977年の一時期）
- 25 （1980年 - 1981年）